# Brochis multiradiatus
Brochis multiradiatus (Брохіс багатоплямистий) — єдиний вид роду Brochis підродини Corydoradinae родини Панцирні соми ряду сомоподібних. Раніше до цього роду відносили види Brochis britskii та Brochis splendens, але їх тепер зараховують до роду Corydoras.

## Опис
Загальна довжина досягає 10 см. Спостерігається статевий диморфізм: самиці вище і більші за самців. Тіло високе. Голова помірно велика, трикутної форми, з трохи витягнутим і загостреним рилом. Рот помірного розміру. 3 пари вусиків розташовано біля кінця рила. Тулуб широкий, короткий. Спинний плавець має 15-17 жорстких променів. Має 25 кісткових пластин, що тягнуться уздовж бокової лінії. У анального плавця є 7 променів, хвостового — 10.
За забарвленням нагадує Corydoras splendens — голова, боки і спина сірі зі смарагдово-металевим блиском, але у Brochis multiradiatus забарвлення трохи темніше і з боків помітно дуже дрібний крап. Черево біло-рожеве, плавці сіро-смарагдового кольору.

## Спосіб життя
Зустрічається в бідних киснем водоймах. Тримається невеликими косяками. З коридорасами зі схожим забарвленням може утворювати спільні зграї. Активний удень. Живиться водними безхребетними, насамперед ракоподібними, кільчастими хробаками, комахами, а також і рослинами.
Відкладають ікру. Самиця і самець не піклуються про кладку.

## Розповсюдження
Цей вид поширено у західній частині басейну річки Амазонка (верхня течія притоку Напо), в межах Перу й Еквадору.

## Тримання в акваріумі
Знадобиться ємність від 100 літрів. На дно насипають дрібний пісок темних тонів або виварений торф (можна суміш торфу і піску). Дно вистилають опалим листям і гілками. Рослинами засаджують 25-35 % від площі дна. Вітаються лава на поверхні рослини. Можна помістити в акваріум і пару невеликих корчів. Селити краще групою від 5 особин. Особливо якщо брохісів мало. Мирні. У неволі їдять будь-які корми для акваріумних риб. З технічних засобів знадобиться внутрішній малопотужний фільтр для створення слабкої течії. Температура тримання повинна становити 20-25 °C.